# یوشیو یودا
یوشیو یودا (انگلیسی: Yoshio Yoda; ۳۱ مارس ۱۹۳۴ – ۱۳ ژانویهٔ ۲۰۲۳) بازیگر، و بازیگر تلویزیون اهل  بود. وی بین سال‌های ۱۹۶۲ تا ۱۹۶۵ میلادی فعالیت می‌کرد.